# Сібіл Сілі
Сібіл Сілі (англ. Sybil Seely; 2 січня 1902, Лос-Анджелес — 26 червня 1984, Калвер-Сіті) — американська акторка німого кіно, відома переважно спільними роботами з Бастером Кітоном у комедійних фільмах; у більшості фільмів фігурує як Сібі Тревілла (англ. Sibye Trevilla).
Народилася 2 січня 1902 року в Лос-Анджелесі. Мати — Люсі Еллен Бойкер (англ. Lucie Ellen Boyker, 1855—1949). 
У 17 років знялася у своєму першому фільмі «Hearts and Flowers» («Серця і квіти»). Знялася в 18 фільмах, в більшості з них разом із актором Бастером Кітоном. У 1920 році одружилася зі сценаристом Джулесом Фьортманом. У 1923 році народила сина і завершила свою акторську кар'єру. Подружжя прожило разом до смерті Джулеса в 1966 році. Сібіл померла в Калвер-Сіті (штат Каліфорнія) в 1984 році у віці 82 років.

## Вибрана фільмографія
- 1920 — Внизу на фермі / Down on the Farm
- 1920 — Опудало / The Scarecrow — дочка фермера
- 1920 — Засуджений №13 / Convict 13 — дочка начальника тюрми
- 1920 — Один тиждень / One Week
- 1921 — Природжений моряк / A Sailor-Made Man — дівчина з гарему
- 1921 — Човен / The Boat — дружина Бастера